# Axel Ljungdahl
Axel Ljungdahl, švedski vojaški pilot in general, * 7. avgust 1897, † 12. april 1995.
Ljungdahl je bil načelnik generalštaba Švedskih letalskih sil med letoma 1942 in 1954.